# Isokrates
Isokrates (græsk: Ἰσοκράτης; født 436, død 338 f.Kr.; ikke at forveksle med filosoffen Sokrates) var en oldgræsk retoriker. På sin tid var han formentlig Grækenlands mest indflydelsesrige retoriker og ydede mange bidrag til retorikken og pædagogikken gennem sin undervisning og sine skrifter.